# The Aquabats
Gli Aquabats (scritto anche The Aquabats!) sono un gruppo third wave of ska statunitense, formatasi a Huntington Beach, California, nel 1994.
Particolarità del gruppo è quella di vestirsi e di darsi nomi da supereroi, e come tali proteggere il mondo dalla "cattiva musica". Sul palco ingaggiano delle vere e proprie "battaglie" in costume e hanno creato tutta una loro storia sulle origini e le avventure del gruppo di supereroi.
Musicalmente, gli Aquabats si sono continuamente evoluti nel corso della loro carriera, iniziano come band ska da otto membri prima di reinventare se stessi agli inizi del nuovo millennio come quintetto rock dalle influenze New-Wave. Lo stile musicale attuale della band è una miscela di rock e punk rock con elementi di new wave, ska e synthpop.
Gli Aquabats hanno pubblicato 5 album in studio, due extended plays ed una compilation, insieme ad altre registrazioni. A marzo del 2012, The Aquabats! Super Show!, una serie televisiva comica basata su un musical con protagonista la band stessa, è andata in onda sul canale americano The Hub.

## Formazione

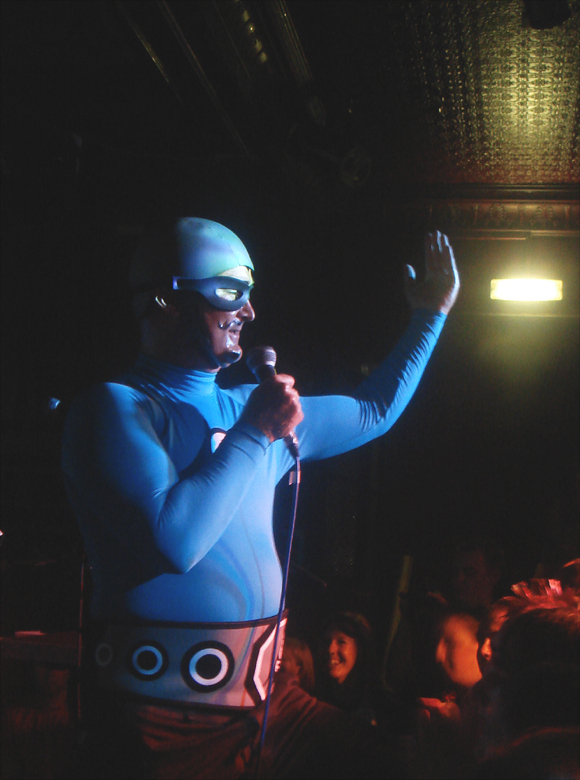
il cantante MC Bat Commander (Christian Jacobs)

### Formazione attuale
- Christian Jacobs (noto anche come "The MC Bat Commander", "Caped Commander" o "Bat Commander") - voce (dal 1994)
- Chad Larson (noto anche come "Crash McLarson") - basso, cori (dal 1994)
- James Briggs (noto anche come "Jimmy the Robot", "Jaime the Robot" o semplicemente "The Robot") - tastiera, sassofono, altri strumenti a corde e a fiato, cori (dal 1997)
- Ricky Falomir (noto anche come "Ricky Fitness") - batteria, percussioni, cori (dal 2002)
- Ian Fowles (noto anche come "Eagle 'Bones' Falconhawk") - chitarra, cori (dal 2006)

### Ex componenti
- Chad Parkin (noto anche come "Nacho") - tastiera (1994 - 1997)
- Rod Arellano (noto anche come "Roddy B.") - batteria (1994 - 1997)
- Ben Bergeson (noto anche come "Ben the Brain") - chitarra (1994 - 1997)
- Travis Barker (noto anche come "The Baron von Tito") - batteria, percussioni (1997 - 1998)
- Boyd Terry (noto anche come "Catboy") - tromba, altri strumenti a corda, cori (1994 - 2000)
- Gabe Palmer (noto anche come "Doctor Rock") - batteria (1998 - 2000)
- Charles Gray (noto anche come "Ultra Kyu/The Mysterious Kyu") - chitarra, altri strumenti a corda, sintetizzatore, cori (1994 - 2000)
- Adam Deibert (noto anche come "Prince Adam") - tromba, sintetizzatore, chitarra, cori, (1994 - 2005)
- Courtney "Corey" Pollock (noto anche come "Chainsaw the Prince of Karate") - chitarra (1994 - 2006)

## Discografia

### Album in studio
- 1995 – The Return of the Aquabats
- 1997 – The Fury of the Aquabats!
- 1999 – The Aquabats vs. the Floating Eye of Death! and Other Amazing Adventures Vol. 1
- 2005 – Charge!!
- 2011 – Hi-Five Soup!
- 2020 – Kooky Spooky...In Stereo

### Album dal vivo
- 2019 – The Fury of The Aquabats! Live at The Fonda!

### Raccolte
- 2000 – Myths, Legends and Other Amazing Adventures
- 2019 – The Aquabats! Super Show! Television Soundtrack: Volume One

### EP
- 2004 – Yo, Check Out this Ride
- 2019 – Radio Down!

### Apparizioni in compilation
- 1999 – A Compilation of Warped Music II
- 2000 – Punk Goes Metal